# Владислав Марконі
Владисла́в Марко́ні (пол. Władysław Marconi, 29 лютого 1848, Варшава — 4 червня 1915, там само) — варшавський архітектор, син Генрика Марконі.

## Біографія
Владислав Марконі народився 29 лютого 1848 у Варшаві в родині архітектора італійського походження Генрика Марконі і шотландки Маргарити Гейтон. Закінчив варшавську середню школу, пізніше поступив до Петербурзької академії мистецтв, котру закінчив 1873 року із трьома срібними медалями. По поверненні до Варшави працював разом із братом Леандро при будівництві Великої синагоги. Був співзасновником Музею ремесел і ужиткового мистецтва, членом Фотографічного товариства, Товариства опіки над пам'ятками минулого. Був також членом комітету з будівництва «Третього мосту» у Варшаві. Член комітету будівництва пам'ятника Міцкевичу у Варшаві. Був у складі журі конкурсу проєктів одноповерхового будинку у «стилі свойському», організованого варшавським Мистецьким товариством (1902), проєктів костелу для села Орлув (1910), на проєкт вівтаря для костелу Збавителя у Варшаві (1913), двору родини Влодків у Неговичі (1913). Кавалер ордену св. Станіслава III ступеня. Від 1894 року видавав разом із братом Яном альбом давніх пам'яток архітектури (пол. Album architektoniczne dawnych zabytków i pamiątek przeszłości).
26 червня 1880 року одружився із Казимирою Колобжег-Кольберг, донькою художника Антонія Кольберга. Мав восьмеро дітей. Його син, Богдан Марконі, став реставратором живопису.

## Відомі роботи
- Житлові будинки у Варшаві: графині Людвіки Мелжинської на вул. Королівській; графа Константина Платера на Єрусалимських Алеях; Антонія Стшалецького на Уяздовських Алеях; Анни Микулич-Радецької на тій же вулиці; будинки Густава Герлаха на вулицях: Тамка, Коперника, Окульнік, Вейській; будинок Яна Фрузинського на вулиці Коперника (1904); Генрика Колобжег-Кольберга на тій же вулиці (1904); власний будинок там же (1900); будинки братів Лілпоп на вулицях: Мазовецькій, Братській, Ординатській; вілла Стефана Дзевульського при Уяздовських Алеях 33/35 (1910).

- Адміністративні будівлі у Варшаві. Будинок страхової компанії «Росія» на збігу вулиць Сінної, Маршалковської і Монюшка. Марконі реалізовував конкурсний проєкт Петра Брукальського і Отто Геліга. У спорудженні брав участь його асистент Станіслав Грохович.[5] Дім «Товариства страхування від вогню» на збігу вулиць Ясної і Бодуена.
- Громадські будівлі у Варшаві: готель «Брістоль», будинок кагалу на вулиці Гжибовській, школа ім. Роеслерів на вулиці Холодній, публічна бібліотека ім. Кербедзів (провадив будівництво, проєкт Яна Хойріха); школа для дітей «працівників трамвайних» у Волі. В інших населених пунктах: притулок св. Франциска Салезе (Сілець).
- Будівлі в різних населених пунктах, що нині переважно розташовані на території Польщі. Палац в селі Борковіце Мазовецького воєводства; палац Добецьких в селі Лопушно, Свентокшиського воєводства (1897); палац Стефана Дзевульського в селі Санніки Мазовецького воєводства; вілла Дзевульського в селі Констанцин, Лодзького воєводства; вілла Козловських у місті Скерневиці, Лодзького воєводства (1893); у селі Голуб'є, Грубешівського повіту; перебудова двору родини Буйно в селі Брошкув Мазовецького воєводства (перед цим перебудований Генриком Марконі); двір у селі Гурки Сандомирського повіту; двір у селі Рокош, Великопольського воєводства. На території теперішньої Білорусі: двір у селі Борхов Речицького району (1911); двір князя Четвертинського в Желудку (нині (Щучинський район); двір графа Прозора в селі Острогляди, Гомельської області; двір графа Пусловського в селі Мерачовщина Берестейської області.
- Реставрація житлових будинків та інших споруд. Зокрема у Варшаві: будинок Фукерів і будинок Мазовецьких у Старому Місті; палац у Вілянові; палац Потоцьких на краківському передмісті. Реставрував замок в Пісковій скелі (село Сулошова, Малопольського воєводства).
- Реставрація кам'яниці Баричків на Ринку у Варшаві. Виконана у 1911—1912 роках для Товариства опіки над пам'ятками минулого.[6]
- Перебудова будинків у Варшаві. Палац Весслів (відомий також як Пошта саська) на вул. Краківське передмістя 25. Добудова нави в Костелі св. Казимира у Варшаві на вул. Тамка.
- З промислових будівель відомо про фабрику Яна Фрузінського на вулиці Польній.
- Храми: костел в Отвоцьку (не збережений), у місті Могельниця (Груєцький повіт), євангелістський храм у селі Куцув Лодзького воєводства.
- На конкурсі проєктів парафіяльного костелу для Праги (місцевість Варшави) здобув II місце серед 25 претендентів (1887).[7]

## Галерея

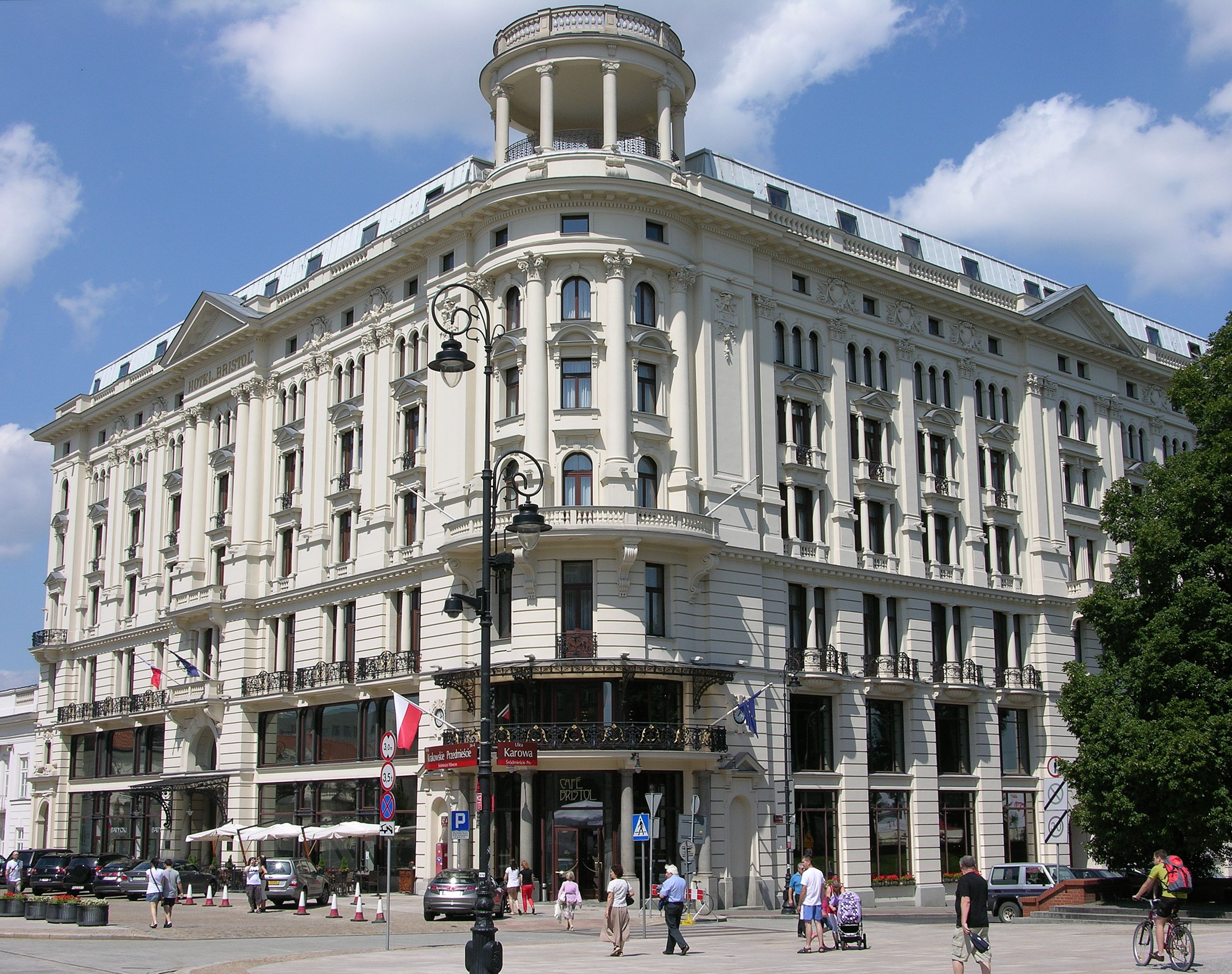
Готель «Брістоль» у Варшаві
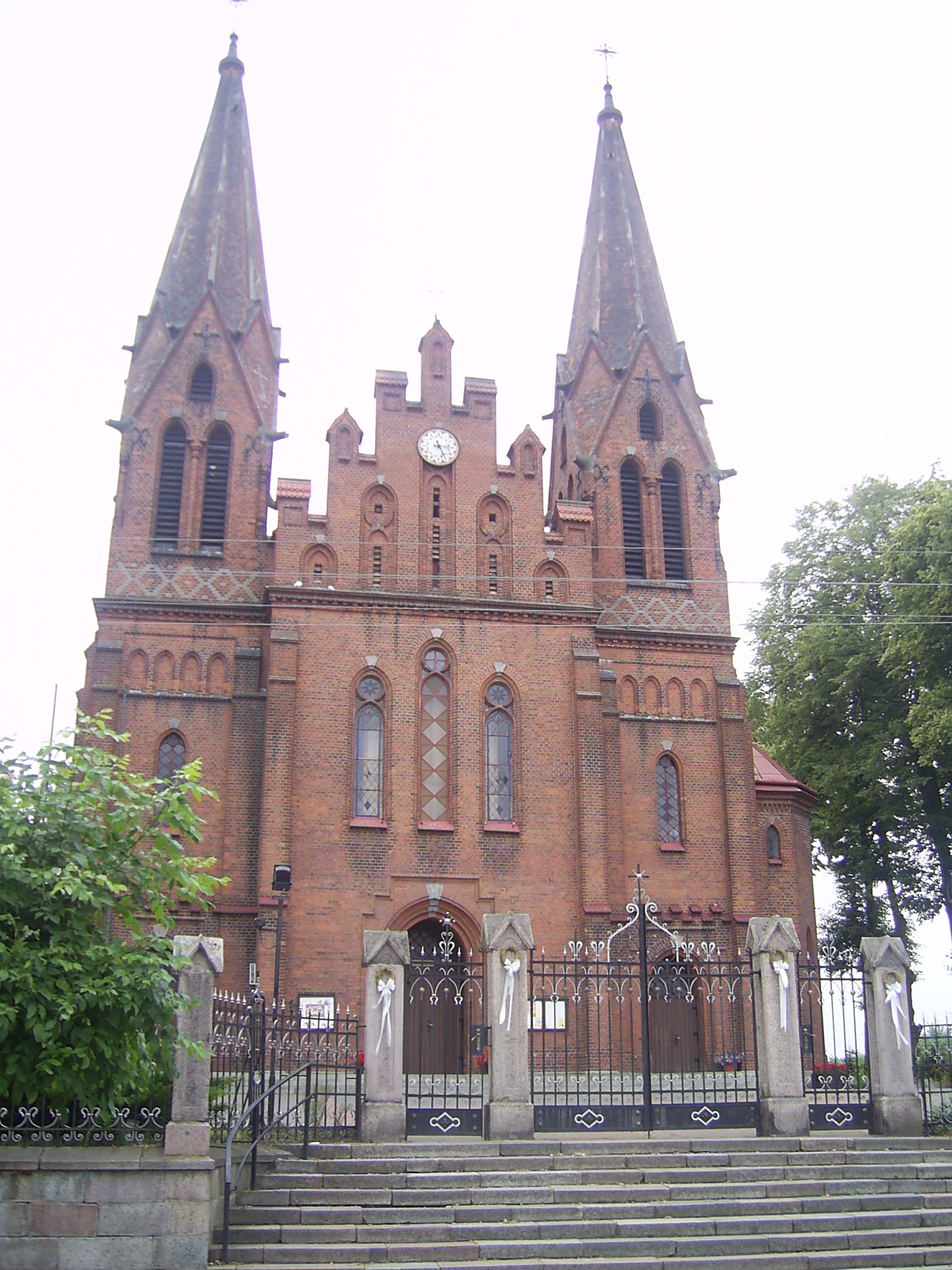
Костел в Могельниці
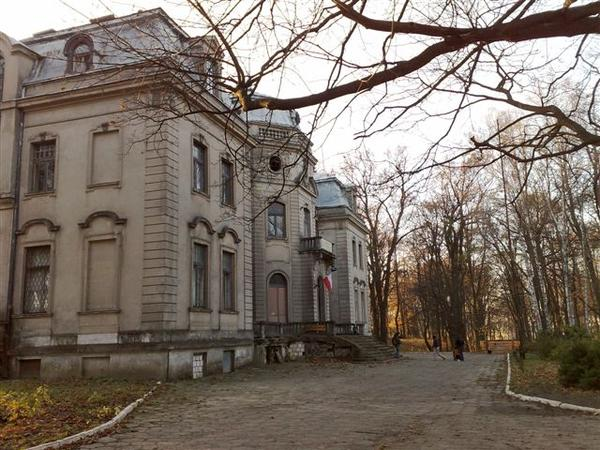
Палац в Борковіцах
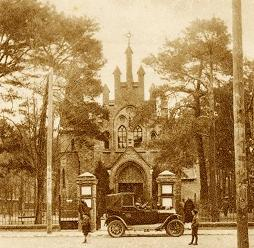
Костел св. Вінсента де Поля в Отвоцьку